# Caso dei coniugi Bac
Il caso dei coniugi Bac è un fatto di cronaca francese avvenuto nel 1954 a Saint-Ouen-sur-Seine. Una coppia di genitori venticinquenni, Claude e Ginette Bac, fu condannata dalla Corte d'Assise del Dipartimento di Seine-et-Oise a sette anni di reclusione per negligenza genitoriale, che causò la morte della loro quarta figlia, Danielle Bac. La neonata, all'epoca dei fatti, aveva otto mesi.
I periti che visitarono Ginette, evidenziarono alcuni aspetti critici della giovane madre, come la stanchezza, le gravidanze ravvicinate e una lieve disabilità da cui era affetta. In seguito a tale diagnosi, il Tribunale riconobbe ai coniugi le circostanze attenuanti. Successivamente, Claude e Ginette furono trasferiti in carcere.
Questa sentenza fu annullata per vizi di forma e i coniugi Bac vennero sottoposti ad un nuovo processo che si tenne il 7 luglio 1955, presso la Corte d'assise del Dipartimento di Seine-et-Oise, a Versailles.
Un'importante testimone che si costituì parte civile nel processo in difesa dei Bac fu la ginecologa Marie-Andrée Lagroua Weill-Hallé, impegnata nella lotta contro una legge francese del 1920 che vietava la propaganda dei metodi contraccettivi. Grazie alla sua testimonianza, la pena di Claude e Ginette venne ridotta da sette a due anni di reclusione, di cui una parte della pena era già stata scontata durante il periodo di detenzione. In seguito, i due coniugi poterono tornare in libertà.
Il caso giudiziario costituì per Marie-Andrée Lagroua Weill-Hallé una tappa fondamentale nella sua lotta per la legalizzazione della contraccezione in Francia e, con il sostegno di una campagna mediatica, promossa dal giornalista Jacques Derogy, l'8 marzo 1956 fondò l'associazione Maternité heureuse, che divenne in seguito il Mouvement français pour le planning familial.

## Fatti
Ginette Bac era affetta da una paralisi congenita al braccio destro che le impediva di sollevarlo e la sua mano presentava una deformità: a causa di questa disabilità e della fatica che comportavano le numerose gravidanze ravvicinate, divenne per lei sempre più difficile prendersi cura dei figli ed occuparsi della casa: l'appartamento dei Bac si trovava infatti in condizioni deplorevoli; dopo la nascita della terzogenita, Solange, nata il 12 maggio 1951, una delle camere divenne un ripostiglio dove si accumularono pannolini sporchi, tanto che fu necessario chiudere la stanza posizionando un mobile davanti alla porta. Nel febbraio 1952, i genitori di Claude, Jules e Léonie Bac fecero visita alla famiglia e rimasero sconvolti dalla sporcizia che regnava in casa; i due coniugi rimproverarono duramente Ginette e presero con sé la nipote Solange, che andò a vivere con i nonni per un po' di tempo. Ginette inoltre, era solita affidare i due figli maggiori Christian e Jacques, nati rispettivamente il 23 settembre 1948 e il 15 novembre 1949, a sua madre Germaine Malvêtu, ma, le visite di quest'ultima divennero sempre più rare.

## Morte di Danielle Bac
A peggiorare la situazione, fu un'inaspettata gravidanza: Ginette rimase incinta per la quarta volta. Claude si assentava spesso da casa per lavorare e poter sostenere la famiglia, lasciando così che tutte le responsabilità della cura dei figli e la gestione della casa ricadessero sulla moglie. Sempre più distanti, il loro rapporto divenne estremamente conflittuale, portandoli a litigare constantemente. Claude intrattenne una relazione extra-coniugale: sua madre, Léonie Bac, gli intimò di porvi fine e di aiutare Ginette a ripristinare l'ordine e la pulizia nella loro abitazione, ormai infestata dalle pulci.
Il 3 luglio 1952 nacque Danielle Bac, la quarta figlia di Claude e Ginette. La neonata presentava la stessa menomazione della madre, dovuta probabilmente ad un trauma subìto durante la nascita e che l'aveva resa inferma, con un braccio paralizzato e una malformazione alla mano. Ginette mise al mondo una figlia non desiderata e affetta dalla sua stessa disabilità.
Nei giorni che seguirono il parto, Ginette cadde in una profonda depressione: Léonie fece una segnalazione a un'amica assistente sociale, la quale, recatasi in visita presso i Bac, constatò lo stato di incuria in cui si trovava l'abitazione. In seguito alla sua visita, i servizi sociali notarono un miglioramento della situazione in quanto Claude si impegnò ad aiutare la moglie nella gestione dei compiti domestici. Tuttavia, questo miglioramento fu solo temporaneo; mentre quest'ultimo era completamente assorbito dal lavoro fuori casa, Ginette faticava ad occuparsi dei quattro figli piccoli: la donna tendeva ad accumulare la loro biancheria sporca invece di lavarla, comprandone della nuova, inoltre, contrasse numerosi debiti con i negozi, che saldò una volta ricevuti gli assegni familiari.
Nell'ottobre 1952, Léonie cominciò ad allarmarsi per lo stato di salute della nipote Danielle; Ginette l'aveva rassicurata dicendole che la bambina era stata visitata presso l'ospedale di Bretonneau e che avrebbe dovuto sottoporsi ad un trattamento medico. In realtà, Ginette non fece seguire alcun trattamento alla figlia perché assentandosi, non avrebbe avuto nessuno a cui affidare gli altri figli.
L'assistente sociale si recò nuovamente dai Bac nel mese di dicembre, ma non poté svolgere la visita perché Ginette non le aprì. Tornò il 13 gennaio successivo e, durante l'incontro non constatò alcuna anomalia, ma non vide neanche la piccola Danielle. All'inizio dello stesso anno, Ginette si era accorta di essere nuovamente incinta, mentre il suo atteggiamento verso Danielle diventava sempre più negligente: la madre non nutriva più a sufficienza la figlia, le cambiava di rado i vestiti e aveva smesso di lavarla, a tal punto che la pelle della neonata aveva cominciato a deteriorarsi. Il 2 febbraio 1953, Léonie, notando l'incuria della casa e lo stato di trascuratezza dei nipoti, rimproverò i genitori e prese di nuovo con sé la nipote Solange. In seguito, allertò i servizi sociali per segnalare la situazione, ma questi non la credettero, pensando che si trattasse invece di un conflitto familiare.
Il 24 febbraio 1953 alle ore 8:00, Ginette trovò Danielle priva di vita. Sconvolta, chiamò in soccorso un'amica e, senza avvisare né il medico né i vigili del fuoco, le due si recarono al municipio di Saint-Ouen per denunciare il decesso della piccola; solo successivamente informarono Claude e sua madre Léonie. Al suo arrivo, il commissario Georges Dauvergne constatò il decesso della neonata, che all'epoca dei fatti aveva otto mesi. Notando quanto fosse magra, lo fece notare a Claude che, apparentemente, non si era mai accorto di nulla, non avendo mai visto il corpo nudo della figlia. Il medico legale confermò che la bambina misurava 62 centimetri, sottolineandone l'eccessiva magrezza e riferì inoltre che sul suo corpo erano presenti «numerosissime vescicole in via di essiccamento», senza traccia di violenza.

## L'arresto

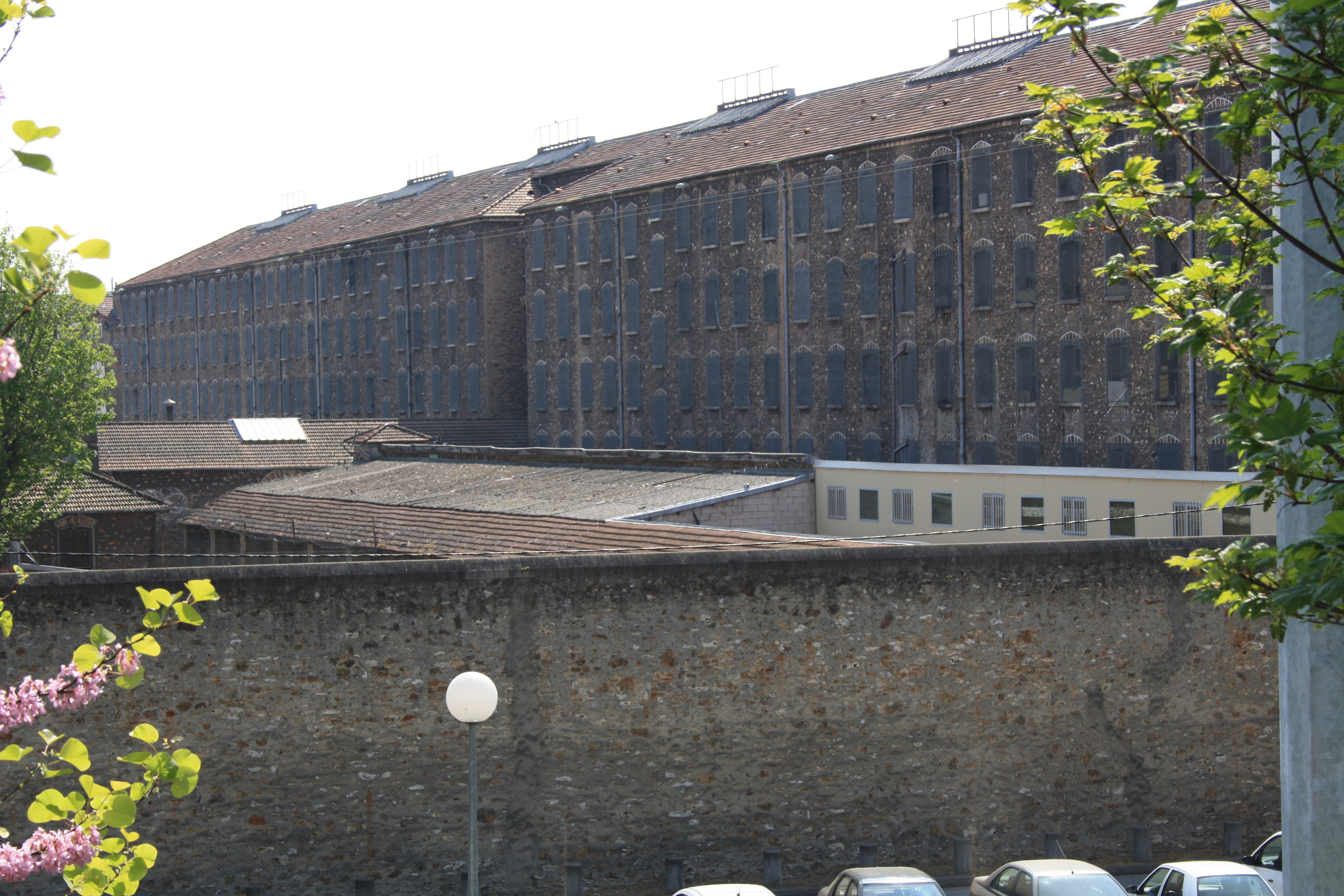
Centro penitenziario di Fresnes, dove furono incarcerati Claude e Ginette Bac.

Il giorno successivo, 25 febbraio 1953, Claude e Ginette Bac furono arrestati presso il loro domicilio con l'accusa di «negligenza genitoriale». Claude venne trasferito nel carcere di Fresnes mentre Ginette nel carcere femminile La Petite Roquette, nel XI arrondissement di Parigi. I figli furono affidati alle famiglie dei due coniugi.
Il 3 marzo dello stesso anno, Odile Flory, giovane e brillante avvocatessa di 25 anni, fu incaricata dal giudice istruttore J.-H. Bertin di difendere Ginette Bac, mentre la difesa di Claude Bac venne affidata all'avvocato Jacques Cammas.
Paul Gouriou, neuropsichiatra, e Léon Derobert, professore associato di medicina legale e anti-abortista, esaminarono Ginette, che accusava un forte affaticamento dovuto alla gravidanza. Essendo in disaccordo sulla diagnosi, i due medici decisero di consultare un terzo specialista, Pierre Lantejoul, professore di clinica ostetrica e, il 14 maggio 1953, presentarono il loro referto nel quale esprimevano preoccupazione per le gravidanze ravvicinate di Ginette, che descrissero come "lievemente ritardata", sottolineando inoltre il suo stato depressivo, di cui le stesse gravidanze ne erano state la causa. Secondo gli esperti, tali condizioni avrebbero in parte ridimensionato la responsabilità dell'imputata nei fatti che le furono contestati; queste attenuanti giocarono difatti un ruolo cruciale nella riduzione della pena.
Successivamente, Ginette Bac fu trasferita nel carcere di Fresnes e messa in isolamento nell'infermeria, dove rimase sotto osservazione. L'11 settembre 1953 diede alla luce una bambina, Claudine. Il parto avvenne senza alcuna complicazione e l'atteggiamento di Ginette verso la neonata fu radicalmente diverso rispetto a quello avuto con Danielle; ella si prese sin da subito cura della figlia, allattandola. Il 30 novembre 1953, Ginette e Claudine vennero trasferite dall'infermeria all'asilo del carcere.  Durante l'istruttoria, i magistrati incolparono Claude per le gravidanze ravvicinate della moglie, nonostante la contraccezione fosse vietata per legge. Gli avvocati dei coniugi Bac riuscirono a far ottenere ai loro assistiti la libertà provvisoria, mettendo in evidenza l'atteggiamento di cura che Ginette mostrava nei confronti di Claudine e facendo leva sulla necessità di riunire la famiglia. Il 17 e il 27 febbraio 1954 fu concessa loro la libertà vigilata per alcuni mesi, in attesa dell'inizio del processo.

## Primo processo

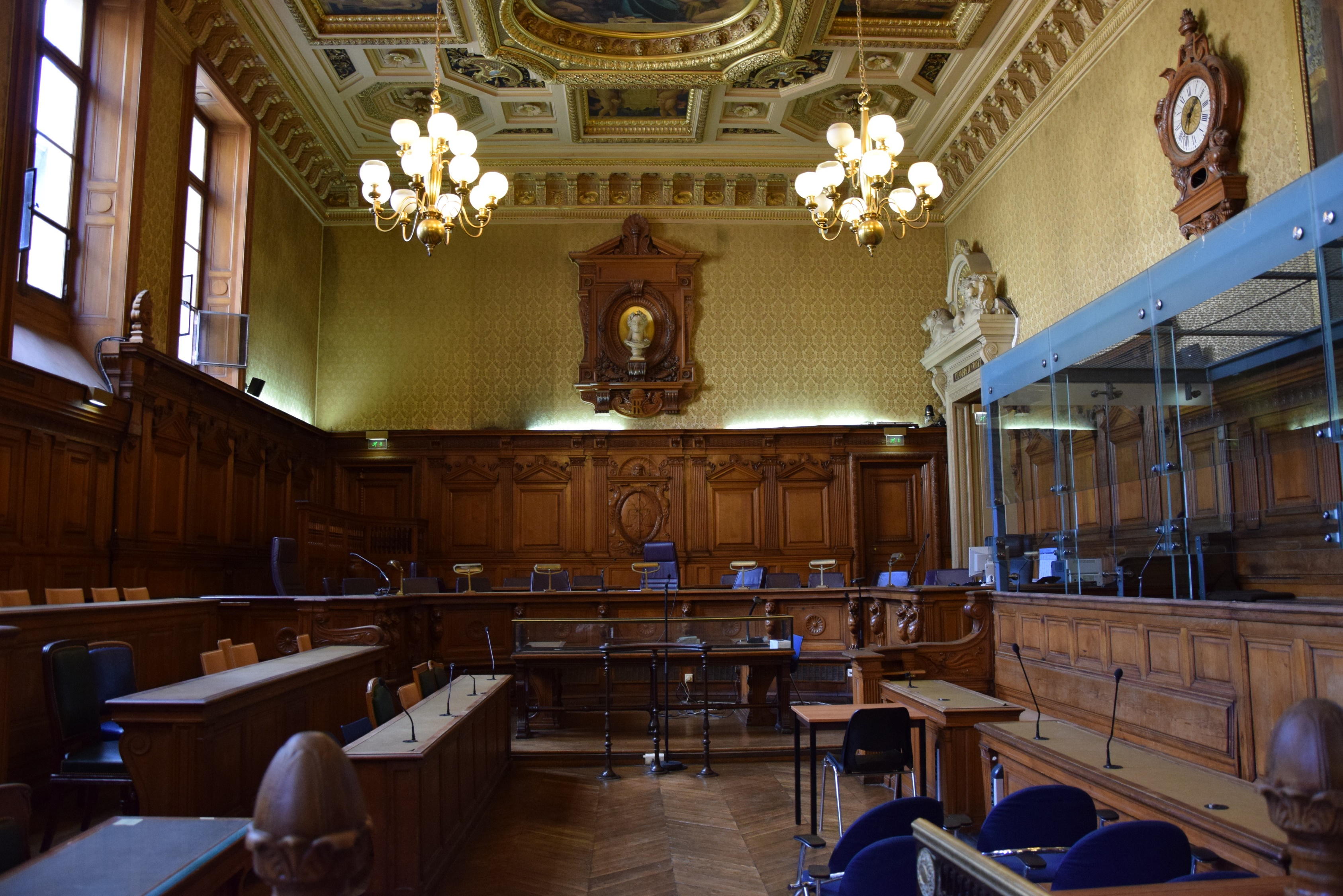
Corte d'Assise di Parigi, nel Palazzo di Giustizia, dove si svolse il primo processo contro Claude e Ginette Bac.

Il 4 e il 5 giugno 1954 Claude e Ginette Bac furono processati dalla Corte d'Assise del dipartimento della Senna per omicidio preterintenzionale. La giuria era composta da soli uomini e tra i testimoni figuravano le madri degli imputati, Germaine Malvêtu e Léonie Bac, il commissario che aveva arrestato la coppia, Georges Dauvergne, i medici che avevano visitato Ginette e che sostenevano l'attenuazione della responsabilità dei Bac, soprattutto di Ginette, e infine due assistenti sociali.Jules Bac non fu presente al processo del figlio; l'uomo si trovava in condizioni di salute precarie. Morì a Saint-Ouen nel febbraio 1955. L'avvocato generale Charles Raphaël, concentrò il suo atto d'accusa sulla difesa della moralità familiare, chiedendo che Ginette e Claude venissero condannati a cinque anni di reclusione e non ai lavori forzati. Gli avvocati dei Bac, Odile Flory e George Baurain (che aveva inizialmente affidato il caso al suo stagista Jacques Cammas), fecero leva su alcuni fattori quali la negligenza dei servizi sociali, la condizione di povertà e la carenza socio-culturale in cui si trovava la famiglia. La giuria riconobbe le circostanze attenuanti e condannò entrambi i coniugi a sette anni di reclusione ciascuno. A Claude fu revocata la patria potestà.
Questo caso giudiziario, che inizialmente sembrava un fatto di cronaca ordinario, suscitò una grande risonanza mediatica nelle testate giornalistiche francesi come L'Humanité, Libération, Le Parisien e L'Aurore che ne parlarono in prima o ultima pagina, descrivendo il processo e la sentenza. Il quotidiano Le Monde scrisse un breve articolo sulla vicenda «Genitori indegni condannati» mentre L'Aurore, che raccontò la storia della famiglia Bac, scrisse «Ci si aspettava dei carnefici di bambini e invece è una storia infinitamente più triste».
Claude e Ginette furono nuovamente trasferiti in carcere e i figli affidati alle loro famiglie. I due avvocati ricorsero immediatamente alla Corte di cassazione per vizi di forma e vinsero la causa: la sentenza fu annullata con un'ordinanza emessa il 15 marzo 1955. Ginette dovette separarsi dalla piccola Claudine, che aveva ormai compiuto i 18 mesi e poteva essere adottata: chiese di poter affidare la figlia alla zia Eugénie, moglie di Georges Malvêtu. I servizi sociali sottolinearono la premura dimostrata dai coniugi Malvêtu verso la nipote Ginette e la richiesta di quest'ultima venne accettata.

## La lotta per la contraccezione

### Da fatto di cronaca a fatto sociale
Nel 1944, durante l'occupazione nazista della Francia, Marie-Andrée Lagroua Weill-Hallé, ginecologa e cattolica praticante, sposò il suo relatore di tesi, Benjamin Weill-Hallé, un noto pediatra ebreo di quarant'anni più vecchio di lei. Nel 1947, Marie-Andrée Lagroua Weill-Hallé che si trovava negli Stati Uniti, venne a conoscenza del controllo delle nascite e, il 22 marzo 1953 pubblicò un articolo a favore della contraccezione su La Semaine des hôpitaux, una rivista professionale fondata dal marito. Nell'articolo Weill-Hallé chiese l'abrogazione della legge del 1920 che proibiva la contraccezione, ma la sua presa di posizione non ebbe un grande riscontro. Decisa a continuare la sua battaglia, nel marzo 1955 tenne una conferenza presso l'Académie des sciences morales et politiques. Iniziò il suo discorso parlando dei progressi della puericultura, un campo in cui il marito aveva svolto un ruolo fondamentale, per poi introdurre la questione del controllo delle nascite, utilizzando come caso di studio la storia di Claude e Ginette, di cui l'analisi occupò gran parte del suo intervento.
La conferenza fu ascoltata da uomini influenti e suscitò un forte impatto, tanto che ne parlò anche il quotidiano Le Monde.
Marie-Andrée Lagroua Weill-Hallé aveva appreso della vicenda giudiziaria attraverso i giornali e successivamente, si era messa in contatto con Odile Flory, l'avvocatessa dei coniugi Bac.
Mentre Claude rimase nel carcere di Fresnes,  il 14 aprile 1955 Ginette fu trasferita presso la Maison centrale de Haguenau, dove lavorò assieme alle altre detenute. Il 26 aprile, Germaine Malvêtu riuscì a fare visita alla figlia, nonostante il lungo viaggio e i complessi passaggi burocratici che dovette affrontare. Il 24 maggio fu notificato a Ginette l'annullamento della prima sentenza e, due giorni dopo venne trasferita presso il carcere di Versailles, dove il 7 luglio 1955 si sarebbe svolto il secondo processo, presso la Corte d'Assise di Seine-et-Oise.
Il 7 luglio 1955, presso la Corte d'Assise di Seine-et-Oise a Versailles, si svolse il processo che suscitò una grande risonanza mediatica, finendo sulle prime pagine di tutte le principali testate giornalistiche francesi tra cui Le Parisien, L'Aurore, Combat, France-Soir, e Le Monde, che ne riportarono i dettagli. Il caso dei coniugi Bac entrò a far parte dei fatti sociali: l'opinione pubblica stava diventando sempre più sensibile al tema della contraccezione e, il nuovo processo contro Ginette e Claude, rappresentò allo stesso tempo un processo contro la legge del 1920.

## Secondo processo
Germaine Malvêtu e Léonie Bac testimoniarono per la seconda volta, ciascuna difendendo i propri figli e accusandosi a vicenda. Il commissario di polizia, Georges Dauvergne, descrisse nuovamente le condizioni di sporcizia e trascuratezza in cui l'appartamento era stato trovato e lo stato di salute precario di Danielle Bac. La testimonianza dello psichiatra Paul Gouriou si incentrò sulla difesa di Ginette, esprimendo il rammarico per non averla fatta ricoverare in un reparto psichiatrico nel periodo del primo processo. Egli dichiarò: «Se fosse stata ricca, non c'è dubbio che sarebbe stata curata e mandata in una casa di cura, ma poiché é la moglie di un operaio, non ci ci siamo presi abbastanza cura di lei».
Anche Marie-Andrée Lagroua Weill-Hallé venne a testimoniare in favore dei Bac. Secondo quanto riportato dal quotidiano Le Parisien, nella sua testimonianza al processo, Weill-Hallé riprese le tematiche affrontate nella sua conferenza, evidenziando le ripercussioni negative che numerose gravidanze ravvicinate possono avere sullo stato psicofisico della madre. Anche il quotidiano France-Soir descrisse l'analisi di Marie-Andrée Lagroua Weill-Hallé: la ginecologa aveva iniziato con l'osservare lo stato di stanchezza di Ginette, conseguenza delle numerose gravidanze ravvicinate, per poi descrivere l'esistenza di consultori familiari per giovani coppie in diversi paesi stranieri, il cui obiettivo era sensibilizzare la gioventù sull'importanza di una maternità desiderata (alludendo dunque alla contraccezione). Nel discorso di Marie-Andrée Lagroua Weill-Hallé vi era una critica implicita alla legge francese del 1920, che, vietando la propaganda della contraccezione, manteneva le coppie nella più totale ignoranza.
La strategia difensiva adottata da Odile Flory, divenuta avvocatessa difensore di entrambi i coniugi, si concentrò principalmente sulla disabilità di Ginette, sulla carenza di un adeguato supporto dei servizi sociali e sulla negligenza della coppia nei confronti dei figli.
La giuria, composta da cinque uomini e una donna, dichiarò Ginette e Claude Bac «colpevoli di aver causato involontariamente la morte della loro figlia Danielle, tra il 1952 e il 1953, a Saint-Ouen, per ignoranza, imprudenza, disattenzione e negligenza». Fu esclusa qualsiasi intenzione omicida o abuso. I due coniugi vennero condannati a due anni di reclusione, corrispondenti al periodo di detenzione già scontato. La sera del 7 luglio 1955, marito e moglie poterono tornare in libertà e lasciare la Corte d'Assise.
Claude e Ginette tornarono a Saint-Ouen e nel 1966 ebbero un sesto figlio, Bernard.
Claude Bac morì il 17 agosto 1991 a Créteil mentre Ginette ebbe ancora un altro figlio, Marc Heberih (1962-1991) con il compagno Boudjema Heberih. Morì il 25 gennaio 2009 a Sevran e venne sepolta nel cimitero municipale di Saint-Ouen.

## Nascita dell'associazione Maternité heureuse
Dopo il processo, Marie-André Lagroua Weill-Hallé portò avanti la sua battaglia. Nell'ottobre 1955 intervenne al primo congresso internazionale sulla morale medica, che riunì 450 delegati, per lo più medici provenienti da 26 Paesi, ma anche autorità religiose. Fu una delle poche donne a prendere parola e, durante il suo intervento, tornò a parlare del caso Bac, testimoniando il dramma delle nascite ravvicinate. Weill-Hallé chiese un'"attenuazione della legge sugli anticoncezionali" e una "politica di educazione dei giovani e delle famiglie in materia di sessuologia e pianificazione familiare". Tuttavia, la ginecologa ebbe l'impressione che il suo intervento fosse stato un fallimento.
Marie-André Lagroua Weill-Hallé e suo marito decisero di rivolgersi direttamente all'opinione pubblica attraverso una campagna mediatica organizzata dal giornalista Jacques Derogy che, nell'ottobre 1955, pubblicò una serie di articoli su Libération, occupandosi in particolare del caso Bac: il dibattito sulla contraccezione e sull'aborto venne riaperto e ripreso da France-Observateur. Ispirandosi ai suoi articoli, Derogy scrisse il libro Des enfants malgré nous, pubblicato da Éditions de Minuit nel febbraio 1956.
Con queste parole, il giornalista commentò la drammatica storia della famiglia Bac:
«Non manca niente in questo dramma familiare: la stanchezza della madre, l'incomprensione del marito che decide di abbandonare la moglie se questa rimane di nuovo incinta, rimproverandola duramente per non essere in grado di tenere in ordine la casa, l'incomprensione dell'entourage e dei genitori, che rimproverano e opprimono soprattutto la ragazza; vi é incomprensione anche da parte dei servizi sociali, che non si sono accorti di nulla».
L'8 marzo 1956, Évelyne Sullerot, Marie-André Lagroua Weill-Hallé e alcune donne dell'alta borghesia, reclutate tramite la rete di conoscenze di Benjamin Weill-Hallé, fondarono l'associazione Maternité heureuse, nome scelto per cautela rispetto all'idea iniziale di "Maternité volontaire" e che in seguito, divenne il Planning Familial.
Il caso giudiziario dei coniugi Bac venne utilizzato da Marie-André Lagroua Weill-Hallé per ribadire la necessità di autorizzare la contraccezione. Una situazione simile avverrà nel 1972 con il processo di Bobigny, che permise all'avvocatessa e attivista Gisèle Halimi di mettere in luce la lotta per l'IVG;  tra i due casi, il secondo fu quello che riscosse una maggiore risonanaza mediatica.